# لابانو
لابانو (بالإيطالية: Lappano)‏ هي مدينة وكومونا في مقاطعة كزنسة بمنطقة قلورية، جنوب إيطاليا.